# محمدحسین غروی اصفهانی
محمدحسین غروی اصفهانی (۱۲۹۶ هـ. ق – ۱۳۶۱ هـ. ق) معروف به کمپانی اصفهانی فقیه، اصولی، شاعر، عارف و از مجتهدین مشهور معاصر شیعه امامیه بود. وی در اشعارش، مفتقر تخلص می‌کرد.

## زندگی
محمدحسین غروی اصفهانی در روز دوم محرم سال ۱۲۹۶ هجری قمری در کاظمین به دنیا آمد. او که فرزند محمدحسن یکی از بازرگانان متدین و ثروتمند بود از این موقعیت در راه تحصیل علم و علوم استفاده نمود.
پدرش اصالتاً نخجوانی بود و پس از امضای قرارداد ترکمانچای نخست به تبریز و بعد به اصفهان مهاجرت کرد و سپس به کاظمین رفت.
محمدحسین در دهه دوم زندگی به حوزه نجف رفت و مشغول تعلیم در نزد استادان حوزه آن روز شد. تحصیلات مقدماتی را در محضر شیخ محمد حسن تویسرکانی شروع نمود و تا سن بیست سالگی آن را کامل کرد. ایشان اصالتاً آملی بودند.

## استادان
1. شیخ حسن تویسرکانی
2. سید محمد طباطبایی فشارکی
3. آقا رضا همدانی
4. محمدکاظم خراسانی
5. محمدباقر اصطهباناتی
6. شیخ احمد شیرازی

## آثار و تالیفات
- الاجتهاد و التقلید و العداله
- الاصول علی النهج الحدیث
- الطلب و الارادة عند الامیة و المعتزلة و الاشاعرة، این سه کتاب در یک مجلد بزرگ با نام «بحوث فی الاصول» چاپ شده است.
- چندین رساله در مباحث مختلف اصولی
- حاشیه بر رساله قطع شیخ انصاری
- نهایة الدرایه فی شرح الکفایة، در چهار جلد
- کتاب الاجارة
- صلاة الجماعة
- صلاة المسافر
- حاشیة کتاب المکاسب
- حاشیه بر کتاب الطهارة شیخ اعظم انصاری
- چندین رساله فقهی
- الانوار القدسیه (اشعاری دربارهٔ اهل بیت پیامبر اسلام)
- سه منظومه دربارهٔ اعتکاف، روزه و نماز جماعت
- دیوان مفتقر (چندین مرتبه با نام دیوان کمپانی چاپ شده)
- الوسیلة توضیح المسائل به زبان عربی
- ذخیرة العباد توضیح المسائل فارسی
- تحفة الحکیم در فلسفه (مشابه منظومه ملا هادی سبزواری)[۲]
- رسالة فی اثبات المعاد الجسمانی
- حاشیه بر اسفار ملاصدرا
- مکاتبات فلسفی و عرفانی، مجموعه‌ای است از ۱۴ نامه در شرح و تحلیل دو بیت شعر از عطار نیشابوری
- تفسیر قرآن که گویا نیمه تمام مانده و تاکنون چاپ نشده است

## مرجعیت
با درگذشت میرزای نایینی اعلامیه‌ای نوشته شد که شرح آن بدین منظور بود که پس از شیخ انصاری، همانند آیت الله اصفهانی غروی در بین روحانیت شیعه وجود نداشته و در حوزهٔ نجف اشرف نیز چنین است. در بغداد نیز برخی از مقلدین میرزای نایینی به اصفهانی مراجعه کرده‌اند. این اعلامیه مورد امضای میرزا علی‌اصغر ملکی از شاگردان آخوند خراسانی، سید ابوالقاسم خوئی و سید محمدهادی میلانی قرار گرفته بود.

## شعر و شاعری
محمد حسین غروی اصفهانی از جمله معدود علمای طراز اول شیعه بود که در شعر و شاعری نیز جزو بزرگان و ادیبان به نام به حساب می‌آمد. وی در اشعارش، «مفتقر» تخلص می‌کرد. 
از جمله آثار ایشان می‌توان به موارد زیر اشاره کرد:
الانوار القدسیه: این مجموعه، اشعار دل‌انگیزی از آیت الله غروی به زبان عربی است.
دیوان مفتقر یا دیوان کمپانی: این کتاب، گردآوری اشعار فارسی آیت الله غروی است که با نام دیوان کمپانی، ده‌ها بار به چاپ و مرحلهٔ انتشار رسیده است. علت نامگذاری این کتاب و معروف شدن ایشان به این لقب، پدرشان مرحوم حاج محمد حسن اصفهانی، از جمله تاجران معروف آن زمان، بود. از آنجایی که ایشان کمپانی یا همان شرکت راه‌آهن بغداد-کاظمین را بر عهده داشت، دیوان فرزند ایشان به دیوان کمپانی و نام ایشان نیز به «آیت الله کمپانی» مشهور شد. هرچند بنابر گفته‌ها و شنیده‌ها، خود محمد حسین غروی اصفهانی، از این نام و لقب خوشش نمی‌آمد و آن را واژه‌ای بیگانه می‌دانست.

## نظر برخی از بزرگان در مورد ایشان

### آقا بزرگ تهرانی
آقا بزرگ طهرانی در مورد آیت الله غروی اصفهانی می‌گفتند:
«کوتاه سخن اینکه او از نوابغ روزگار بود. همانان که با عنصر نبوغ و با ملکات و صلاحیت‌های خدادادی ممتاز و در مواهب الهی غرقند. او پیش دانشمندان هم عصرش محترم و موقر بود و در حوزه نجف چشم‌ها به سوی او دوخته می‌شد. زمان درازی را به تدریس فقه و اصول و علوم عقلی اشتغال داشت. مدرسه او مجمع اهل فضل و کمال بود. گروهی از طلاب با فضیلت از مکتب او فارغ شدند. او جای پای محکمی را در فقه باز کرده بود و در علم اصول دست توانایی داشت. آثارش در این دو وادی بر دیدگاه‌های ژرف و آرای پخته و پاک او دلالت می‌کند، ولی از آنجا که نظرگاه‌های فلسفی او بسیار استوار و محکم می‌نمود، بیشتر به تدریس فلسفه شهرت یافت، بلکه این بیشتر به خاطر آن بود که کسی از اهل فلسفه در عصر او به پای وی نمی‌رسید»

### سید محمد حسین طباطبایی
سخن سید محمدحسین طباطبائی معروف به علامه طباطبایی در مورد ایشان (صاحب تفسیر المیزان):
«مرحوم شیخ، مردی بود جامع میان علم و عمل، رابط میان تقوا و ذوق، دارای طبعی سیال و لهجه‌ای شیرین و… بود. در فقه و اصول و حکمت و عرفان مؤلفات زیادی دارد که غالب آنها مثل ضروریات یومیه و حیاتی، میان اهل علم دست به دست می‌گردد. سیمایی داشت متواضع و زبانی خاموش و صورتی وارفته و غالباً غرق فکر و به خود مشغول بود و زندگانی ساده‌ای داشت.»

### علامه تهرانی
کلام سید محمدحسین حسینی تهرانی دربارهٔ آیت الله غروی:
«مرحوم آیت الله (غروی)، فقیه و اصولی و فیلسوف و حکیمی است که در قرون اخیره به جامعیت او از جهت اتقان علم و دقت نظر و سعه اندیشه و جامعیت بین علم و عمل و اعراض از دنیا و زهد و پاکی، کمتر دیده شده است.»

### شیخ محمدرضا مظفر
شیخ محمدرضا مظفر دربارهٔ ایشان چنین می‌گفت:
«او از آن گوهرهای گرانبها بود که از اقیانوس آفرینش کمتر به دست خواهد آمد. وی عنصری عبقری بود که روزگاران زیادی باید بگذرد تا مادر دهر نظیر او را به دنیا بیاورد. اگر دست تقدیر، او را بر کرسی مرجعیت و ریاست عامه می‌نشانید و زمام روحانیت را به کف با کفایت او می‌گذاشت، دیده می‌شد که چه تحولات عظیمی در تشکیلات روحانی اسلام به وجود می‌آورد و چگونه مجرای تاریخ عوض می‌شود. و حتی اگر فاجعه رحلت او چند سالی به عقب می‌افتاد، این حرکت عظمای علمی آشکار می‌شد، ولی افسوس که خواست الهی به امضای دعوت او تعلق گرفت و این ثلمه جبران‌ناپذیر در بنیان روحانیت پدیدار گشت. شاید خوانندگان گمان برند که نگارنده همچون «بیوگرافیست‌ها» در ترجمه شخصیت این قهرمان عظیم‌الشان جانب مبالغه و گزاف را گرفته است، ولی آنان که با تصنیفات و تعلیقات بی‌مانندش آشنا می‌شوند، از این سوءظن استغفار می‌کنند.»

## درگذشت
محمدحسین غروی اصفهانی در پنجم ذیحجه سال ۱۳۶۱ هجری قمری برابر ۲۳ آذر ۱۳۲۱ شمسی در نجف درگذشت و در حرم علی بن ابی طالب در اتاقی که جنب گلدسته قرار دارد به خاک سپرده شد. مصطفی خمینی و علامه حلی نیز در کنار او دفن هستند.